# 푸신시
푸신(阜新市)은 중화인민공화국 랴오닝성의 지급시이다. 2007년 총인구는 193만명이고 이 중 78만명 정도가 시구에 거주한다.

## 지리
랴오닝 성의 성도 선양의 북서쪽에 위치한다. 랴오허와 그 지류인 다링허 중상류 기슭에 시역이 퍼져있다.
북쪽은 내몽골 자치구 퉁랴오 시의 커얼친 초원, 동쪽은 랴오허가 형성한 평야, 서쪽은 롄허 산맥에 접한다.

## 기후
대륙성 기후로 반습윤, 반건조하다. 연평균 강수량은 481mm, 연평균 기온은 8.4도로 겨울에 춥다.
| 푸신시의 기후                                                 | 푸신시의 기후 | 푸신시의 기후 | 푸신시의 기후 | 푸신시의 기후 | 푸신시의 기후 | 푸신시의 기후 | 푸신시의 기후 | 푸신시의 기후 | 푸신시의 기후 | 푸신시의 기후 | 푸신시의 기후 | 푸신시의 기후 | 푸신시의 기후 |
| 월                                                            | 1월           | 2월           | 3월           | 4월           | 5월           | 6월           | 7월           | 8월           | 9월           | 10월          | 11월          | 12월          | 연간          |
| ------------------------------------------------------------- | ------------- | ------------- | ------------- | ------------- | ------------- | ------------- | ------------- | ------------- | ------------- | ------------- | ------------- | ------------- | ------------- |
| 역대 최고 기온 °C (°F)                                        | 9.3 (48.7)    | 17.6 (63.7)   | 22.8 (73.0)   | 33.2 (91.8)   | 37.5 (99.5)   | 40.6 (105.1)  | 40.9 (105.6)  | 37.1 (98.8)   | 34.7 (94.5)   | 29.6 (85.3)   | 19.8 (67.6)   | 14.0 (57.2)   | 40.9 (105.6)  |
| 일평균 최고 기온 °C (°F)                                      | −3.7 (25.3)   | 0.9 (33.6)    | 8.2 (46.8)    | 17.4 (63.3)   | 24.5 (76.1)   | 28.2 (82.8)   | 29.8 (85.6)   | 29.0 (84.2)   | 24.8 (76.6)   | 16.6 (61.9)   | 5.8 (42.4)    | −2.0 (28.4)   | 15.0 (58.9)   |
| 일일 평균 기온 °C (°F)                                        | −10.8 (12.6)  | −6.3 (20.7)   | 1.4 (34.5)    | 10.5 (50.9)   | 17.9 (64.2)   | 22.4 (72.3)   | 24.7 (76.5)   | 23.3 (73.9)   | 17.6 (63.7)   | 9.3 (48.7)    | −0.8 (30.6)   | −8.6 (16.5)   | 8.4 (47.1)    |
| 일평균 최저 기온 °C (°F)                                      | −16.6 (2.1)   | −12.5 (9.5)   | −5.1 (22.8)   | 3.5 (38.3)    | 11.2 (52.2)   | 16.7 (62.1)   | 20.0 (68.0)   | 18.2 (64.8)   | 10.8 (51.4)   | 2.7 (36.9)    | −6.3 (20.7)   | −14.0 (6.8)   | 2.4 (36.3)    |
| 역대 최저 기온 °C (°F)                                        | −26.5 (−15.7) | −25.4 (−13.7) | −21.0 (−5.8)  | −8.8 (16.2)   | −0.1 (31.8)   | 5.0 (41.0)    | 12.8 (55.0)   | 5.0 (41.0)    | −1.1 (30.0)   | −9.3 (15.3)   | −19.8 (−3.6)  | −27.1 (−16.8) | −27.1 (−16.8) |
| 평균 강수량 mm (인치)                                         | 2.1 (0.08)    | 2.2 (0.09)    | 7.2 (0.28)    | 21.4 (0.84)   | 47.0 (1.85)   | 85.5 (3.37)   | 120.0 (4.72)  | 119.2 (4.69)  | 35.3 (1.39)   | 27.0 (1.06)   | 11.7 (0.46)   | 2.8 (0.11)    | 481.4 (18.94) |
| 평균 강수일수 (≥ 0.1 mm)                                      | 1.9           | 1.9           | 2.6           | 4.9           | 7.4           | 11.0          | 10.9          | 10.5          | 5.6           | 4.7           | 3.0           | 2.2           | 66.6          |
| 평균 강설일수                                                 | 2.8           | 2.8           | 2.7           | 1.1           | 0             | 0             | 0             | 0             | 0             | 0.5           | 2.6           | 3.4           | 15.9          |
| 평균 상대 습도 (%)                                            | 51            | 45            | 42            | 42            | 48            | 63            | 75            | 76            | 67            | 59            | 55            | 54            | 56            |
| 평균 월간 일조시간                                            | 196.5         | 203.0         | 247.8         | 242.7         | 274.8         | 242.9         | 221.1         | 231.5         | 245.4         | 228.3         | 185.8         | 176.9         | 2,696.7       |
| 가능 일조율                                                   | 67            | 68            | 67            | 60            | 61            | 53            | 48            | 55            | 66            | 67            | 64            | 63            | 62            |
| 출처: 중국기상국 (평년값: 1991년~2020년, 극값: 1981년~2010년) |               |               |               |               |               |               |               |               |               |               |               |               |               |

## 경제
푸신은 농업 지역의 광업 중심지이다. 푸신은 석탄의 과다 채굴로 인해 어려움을 겪었다. 석탄이 고갈됨에 따라 푸신은 다른 산업의 개발을 시도하고 있다.

## 교통
101번 국도에 의해 베이징 및 선양과 연결된다. 그것은 푸신과 진저우를 연결하는 유일한 국도이다. 선양으로 가는 또다른 국도가 지금 건설 중이다.

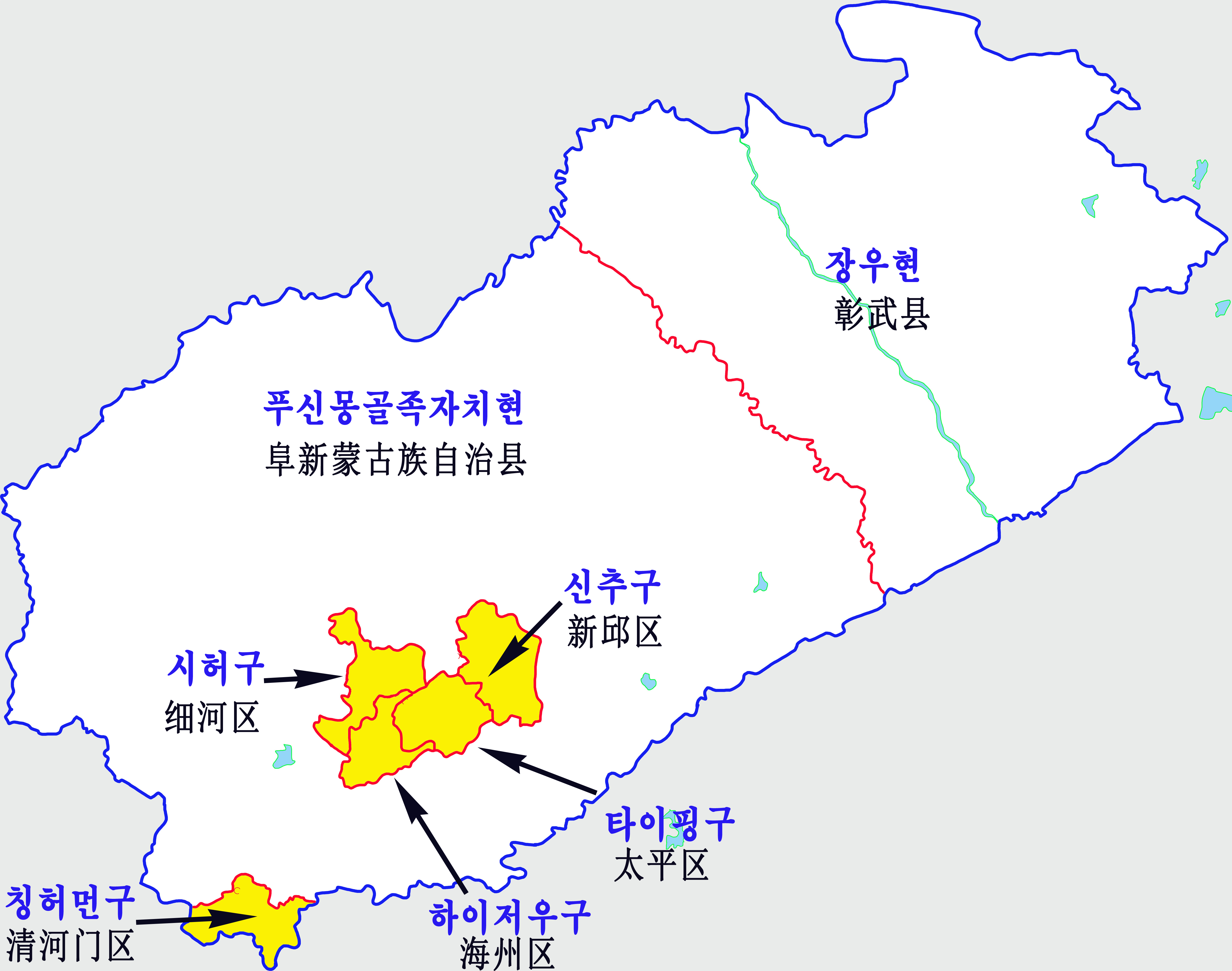
푸신시 현급구역

## 행정 구역
5개 구, 1개 현, 1개 자치현으로 구성되어 있다.
- 시허 구(细河区)
- 신추 구(新邱区)
- 칭허먼 구(清河门区)
- 타이핑 구(太平区)
- 하이저우 구(海州区)
- 장우 현(彰武县)
- 푸신 몽골족 자치현(阜新蒙古族自治县)